# Baxter Dury
Baxter Dury (Wingrave, Buckinghamshire, 18 december 1971) is een Britse zanger en producer.

## Biografie
Dury is de zoon van Ian Dury, bekend van Ian Dury and The Blockheads. Als vijfjarige stond hij samen met zijn vader op de cover van diens album New Boots and Panties!!. Baxter begon zijn zangcarrière in 2000 op de begrafenis van zijn vader, waar hij een eigen versie van Ians 'My Old Man' zong. Zijn eerste cd Len Parrot's Memorial Lift verscheen in 2002, daarna volgde in 2005 ook nog Floorshow, Happy Soup in 2011 en It's a Pleasure in 2014. Nadat Dury een nieuw contract tekende verschenen de albums Prince of Tears in 2017 en The Night Chancers in 2020.

## Discografie

### Albums
- Len Parrot's Memorial Lift (2002)
- Floorshow (2005)
- Happy Soup (2011)
- It's a Pleasure (2014)
- Prince of Tears (2017)
- The Night Chancers (2020)
- I Thought I Was Better Than You (2023)

- Bibliothèque nationale de France: cb16502890b (data)
- Gemeinsame Normdatei: 1147773262
- International Standard Name Identifier: 0000 0000 4872 7736
- Library of Congress Control Number: no2003091949
- MusicBrainz: 50df8a7c-ca0b-47c8-98e5-d27a57e04073
- Virtual International Authority File: 31691592
- WorldCat: E39PBJkdggfTGwkPm74Cjp6R8C